# An Clochán Liath

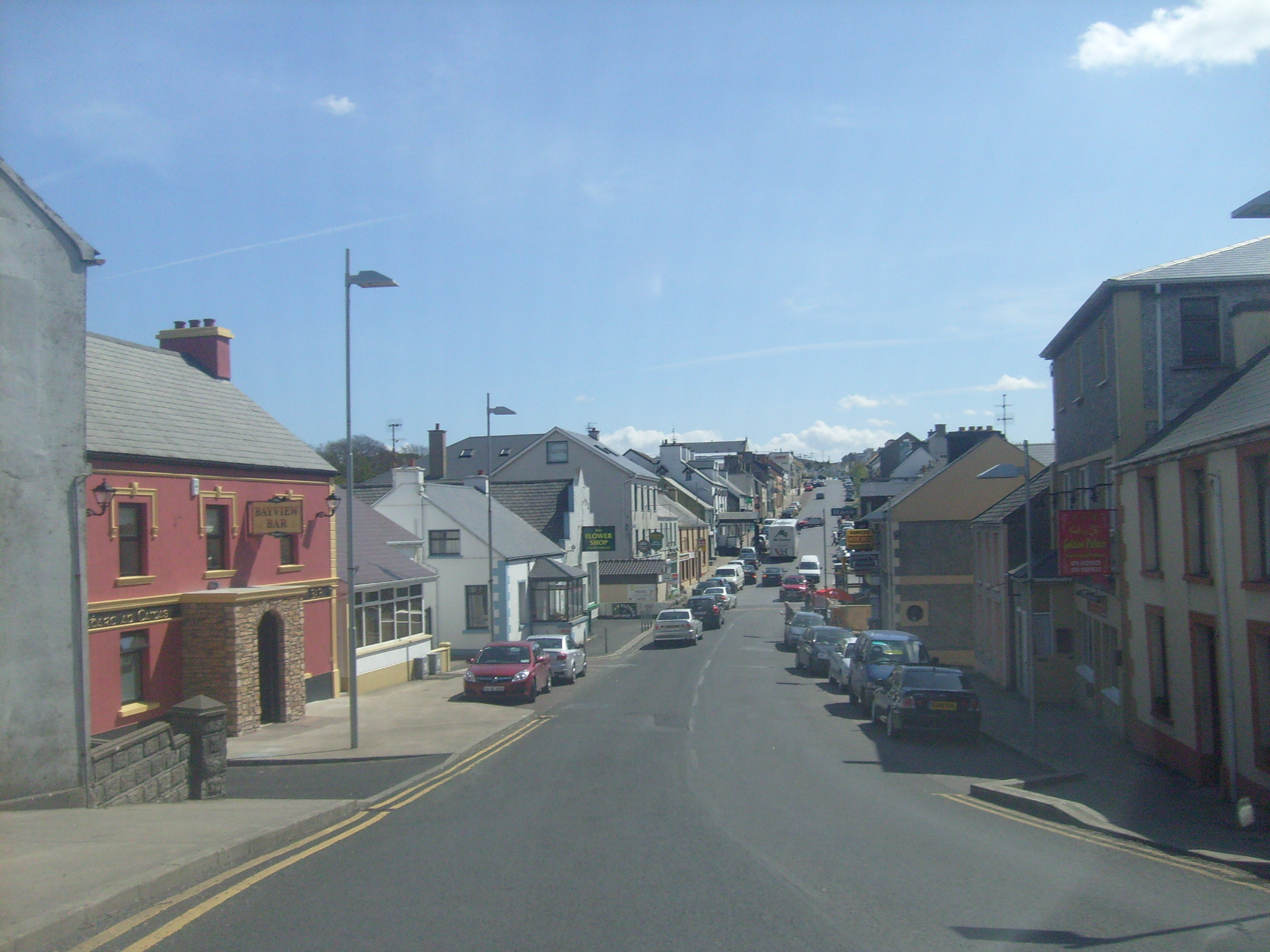
Główna ulica w mieście

An Clochán Liath (nieoficjalnie w języku angielskim Dungloe) – miasto w północno-zachodniej części hrabstwa Donegal w Irlandii.